# Нікольськ (Казахстан)
Ні́кольськ (каз. Никольск) — село у складі Алтайського району Східноказахстанської області Казахстану. Адміністративний центр Нікольського сільського округу.
Населення — 328 осіб (2021; 654 у 2009, 995 у 1999, 1239 у 1989).
Національний склад станом на 1989 рік:
- росіяни — 73 %
- казахи — 20 %

Станом на 1989 рік село називалось Нікольське.